# Аргус Соарес Бордіньйон
Аргус Соарес Бордіньйон (порт. Arghus Soares Bordignon; нар. 19 січня 1988, Алегрете) — бразильський футболіст, захисник португальського клубу «Брага». На умовах оренди грає в Нідерландах за «Ексельсіор».

## Ігрова кар'єра
Футбольну кар'єру розпочав на батьківщині у клубній системі «Жувентуде». Протягом сезону 2007/08 перебував на умовах оренди у розпорядженні італійської «Реджини», за команду якої, утім, в іграх чемпіонату участі не брав.
Згодом з 2008 по 2010 рік грав на батьківщині за «Пелотас» та «Рівер Плейт» (Кармополіс).
2011 року уклав контракт зі словенським «Марибором», у складі якого провів наступні чотири роки своєї кар'єри гравця. Разом з партнерами по цій команді став чотириразовим чемпіоном Словенії, дворазовим володарем Кубка Словенії та триразовим володарем національного Суперкубка.
До складу «Браги» приєднався наприкінці серпня 2015 року. Протягом сезону провів 8 ігор в португальському чемпіонаті, після чого влітку 2016 був відданий в оренду до роттердамського «Ексельсіора»

## Титули і досягнення
- Чемпіон Словенії (4):

«Марибор»: 2011-12, 2012-13, 2013-14, 2014-15
- Володар Кубка Словенії (2):

«Марибор»: 2011-12, 2012-13
- Володар Кубка Португалії (1):

«Брага»: 2015-16
- Володар Суперкубка Словенії (3):

«Марибор»: 2012, 2013, 2014